# ايمانويل فيا
ايمانويل فيا (بالإسبانية: Emanuel Villa)‏ (24 فبراير 1982 في الأرجنتين - ) هو لاعب كرة قدم أرجنتيني في مركز الهجوم. لعب مع أتليتيكو رافائيلا وتايجرز أونال وديربي كاونتي وروزاريو سنترال وكروز آزول ونادي أطلس ونادي أونيفرسيداد ناسيونال ونادي تيكوس وهوراكان ونادي كيريتارو.

## روابط خارجية
- ايمانويل فيا على موقع قاعدة بيانات كرة القدم.إي يو (الإنجليزية)
- ايمانويل فيا على موقع Soccerbase.com (لاعب) (الإنجليزية)
- ايمانويل فيا على موقع Soccerway.com (الإنجليزية)
- ايمانويل فيا على موقع عالم كرة القدم.نت (الإنجليزية)
- ايمانويل فيا على موقع AS.com (الإسبانية)